# Alessandro Mazzola (pittore)
Alessandro Mazzola (Parma, 1533 – Parma, 1608) è stato un pittore italiano.

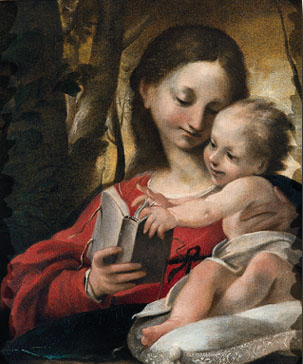
Vergine e il Bambino di Alessandro Mazzola

Figlio del ben più celebre Girolamo Bedoli-Mazzola, fu autore di un gran numero di opere a carattere sia religioso sia profano prevalentemente a Parma.